# Greene County (Georgia)
Greene County is een county in de Amerikaanse staat Georgia.
De county heeft een landoppervlakte van 1.006 km² en telt 14.406 inwoners (volkstelling 2000). De hoofdplaats is Greensboro.